# Ісламський спротив в Іраку
Ісламський спротив в Іраку (араб. المقاومة الإسلامية في العراق) — загальний термін для проіранських шиїтських ісламістських повстанських груп в Іраку, який описується як загальний бренд або мережа ідеологічно схожих груп, які підтримує Іран, а не група сама по собі.

## Історія
У жовтні 2023 року ІСІ почала запускати ракети і безпілотники по базах США в Іраку, Йорданії та Сирії, внаслідок чого американські військовослужбовці отримали легкі поранення. 28 січня 2024 в результаті атаки безпілотника загинули троє американських солдатів в Йорданії. ІСІ атакувала Ізраїль за допомогою кількох дронів та ракети. Травми головного мозку були найбільш цитованим медичним результатом п'яти десятків нападів на американські війська, і вони започаткували дипломатичні зусилля державного секретаря США Ентоні Блінкена і, безпосередньо, прем'єр-міністра Іраку Мохаммеда Шіа Аль Судані під час візиту до Тегерана.